# هوزون للسيارات
هوزون للسيارات (بالإنجليزية: Hozon Auto)‏ (بالصينية: 合众汽车; البينيين: Hézhòng Qìchē) هي شركة صينية لتصنيع السيارات الكهربائية تأسست في عام 2014. تنتج مركبات تحت اسم نيتا (بالإنجليزية: Neta)‏ (بالصينية: 哪吒; البينيين: Nézhā) العلامة التجارية.

## التاريخ
تأسست هوزون للسيارات في عام 2014 في مقاطعة جيجيانغ، بالتعاون مع شركة بكين سينوهيتيك ومعهد منطقة دلتا يانغتسي جيجيانغ التابع لجامعة تسينغ ومقرها في جياشينغ. وافتتحت مركز أبحاث المركبات ذاتية القيادة في وادي السيليكون في كاليفورنيا في عام 2018، كما افتُتح مركز تصميم مقره بكين في مارس 2019. يقع مقرها الرئيسي الحالي في منطقة بوتو، شنغهاي، والذي تم افتتاحه في عام 2023.
أعلنت الشركة عن سيارتها النموذجية الأولى في عام 2017. تم إطلاق أول طراز إنتاجي من سيارة نيتا إن 01 إس يو في المدمجة في عام 2018 والتي تم بناؤها على منصة إتش بي إيه الخاصة بها جنبًا إلى جنب مع إطلاق العلامة التجارية نيتا، مع تلقي الطلبات على سيارة نيتا يو إس يو في متوسطة الحجم المستندة إلى منصة إتش بي سي في عام 2019. وتخطط الشركة لإطلاق نماذج أخرى تعتمد على المنصتين.
في مارس 2024، أعلنت حكومة هونج كونج عن تقديم إعانة تصل إلى 200 مليون دولار هونج كونج (25.6 مليون دولار أمريكي) لتخفيف الضغوط المالية على هوزون وتسهيل توسعها في الأسواق الخارجية. وتعهدت حكومة هونج كونج أيضّاً بمساعدتها في جولتها الأساسية من الاكتتاب العام الأولي وجمع 200 مليون دولار أمريكي. في المقابل، ستقوم هوزون بإنشاء مصنع تصنيع في هونغ كونغ.
في أبريل 2024، أعلنت ثلاث شركات استثمارية أسستها حكومات ييتشون وتونغشيانغ وناننينغ، عن ضخ 5 مليارات يوان صيني (691 مليون دولار أمريكي) بشكل مشترك في هوزون لتخفيف الضغوط المالية عليها ولطرحها العام الأولي في المستقبل.

## الأسواق الخارجية
في مارس 2023، أعلنت هوزون للسيارات عن بناء أول منشأة إنتاج خارجية لها في بانكوك، تايلاند. ومن المقرر أن يبدأ تشغيل المنشأة في نهاية يناير 2024، وستستهدف تصنيع وتصدير السيارات الكهربائية ذات القيادة اليمنى إلى دول رابطة دول جنوب شرق آسيا. في نوفمبر 2023، بدأت شركة نيتا أوتو (تايلاند) المحدودة مع شريكتها ، في تجميع السيارات الكهربائية ذات القيادة اليمنى في تايلاند، مع طرازها الأول نيتا في 2. في هذه المرحلة، تم تسليم ما يزيد عن 12000 وحدة من نيتا في المستوردة داخل تايلاند.
في أغسطس 2023، قدمت شركة هوزون للسيارات من خلال شركتها التابعة بي تي نيتا للسيارات اندونيسيا طراز نيتا في في إندونيسيا، مع بدء عمليات التسليم في نوفمبر 2023. في أبريل 2024، بدأت شركة نيتا للسيارات إندونيسيا في تجميع المركبات في مصنع بي تي هاندال موتور إندونيسيا، باستخدام طراز في 2 المحدث.
في عام 2024، بدأت هوزون للسيارات عملياتها في البرازيل وأعلنت عن إنشاء مصنع محلي بحلول عام 2025. المصنع البرازيلي سوف يزود كامل قارة أمريكا الجنوبية.
هوزون للسيارات تتوسع في أفريقيا في عام 2024، مع إطلاقها في كينيا.

## المنتجات
لدى هوزون للسيارات حاليًا علامة تجارية واحدة تسمى نيتا.

### النماذج الحالية
- نيتا إس (2021–حتى الآن)، سيارة سيدان /سيارة ستيشن واغن متوسطة الحجم، بي إي في/أر إي إي في
- نيتا جي تي (2023 حتى الآن)، سيارة رياضية متوسطة الحجم، بي إي في
- نيتا إل (2024–حتى الآن)، سيارات الدفع الرباعي الرياضية متعددة الإستخدام متوسطة الحجم، بي إي في/أر إي إي في
- نيتا يو/إكس (2019–حتى الآن)، سيارة رياضية متعددة الاستخدامات صغيرة الحجم، بي إي إف
- نيتا في/أيا (2020 إلى الوقت الحاضر)، سيارة الدفع الرباعي صغيرة الحجم، بي إي إف

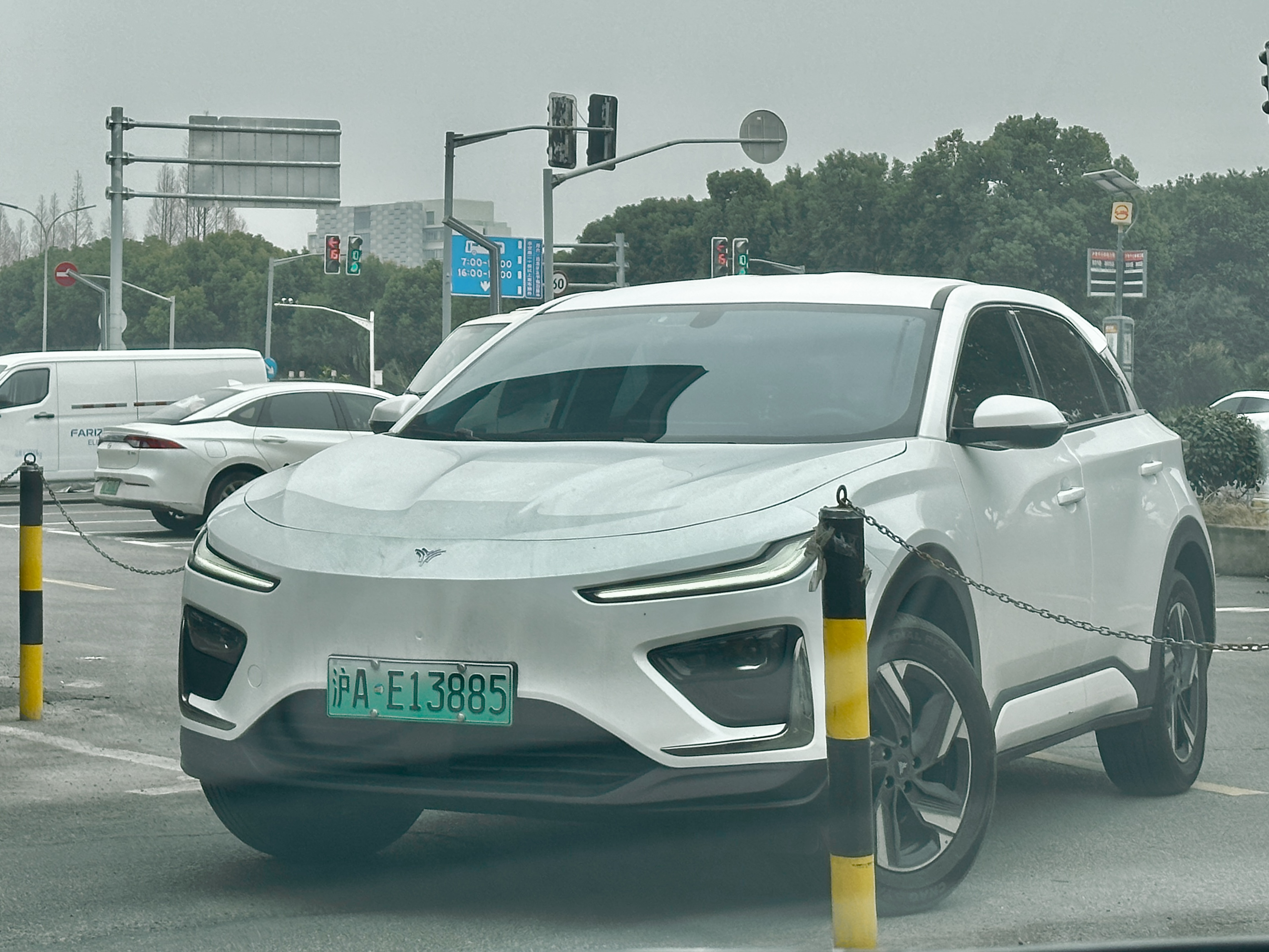
نيتا إكس
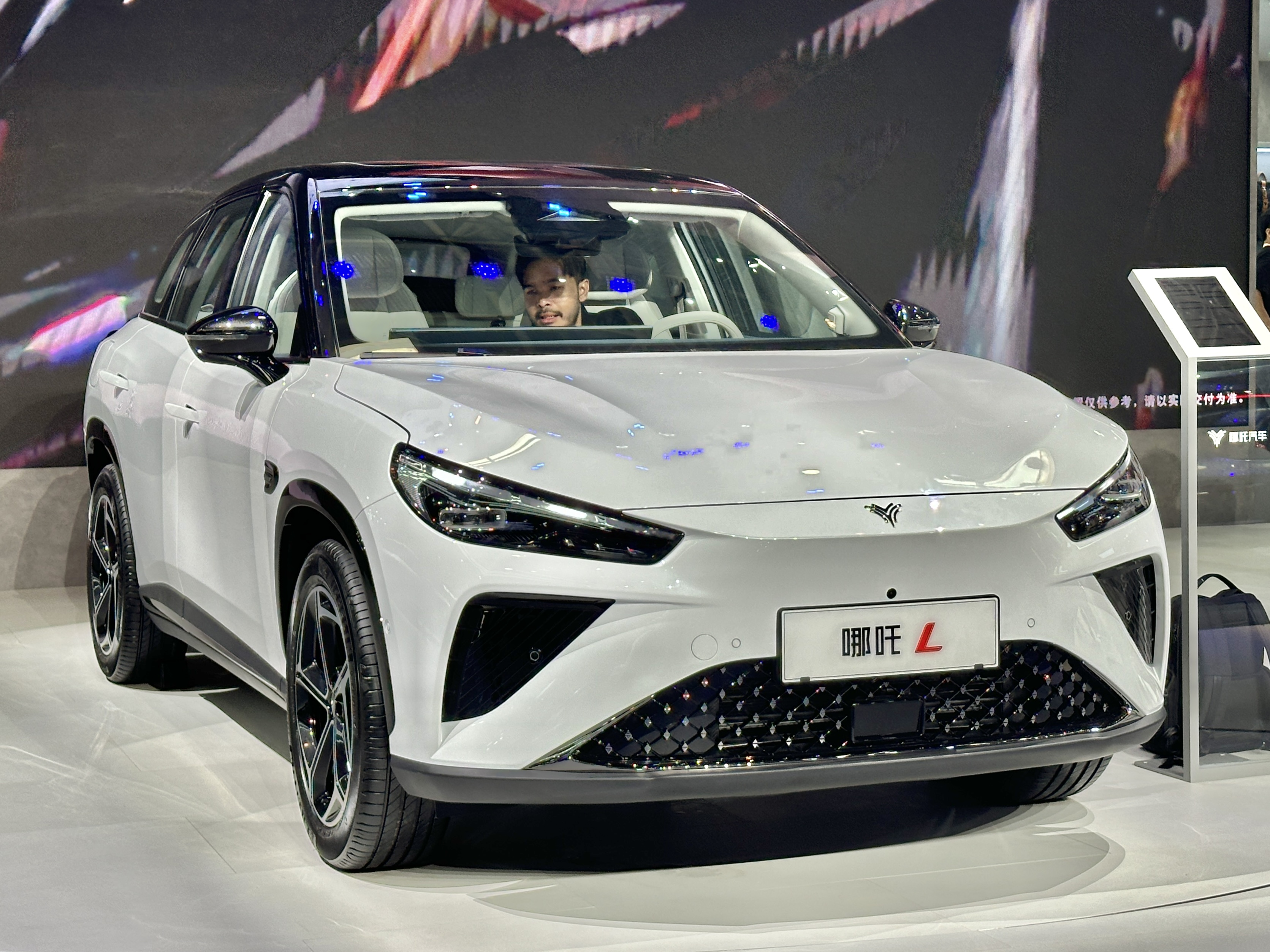
نيتا إل
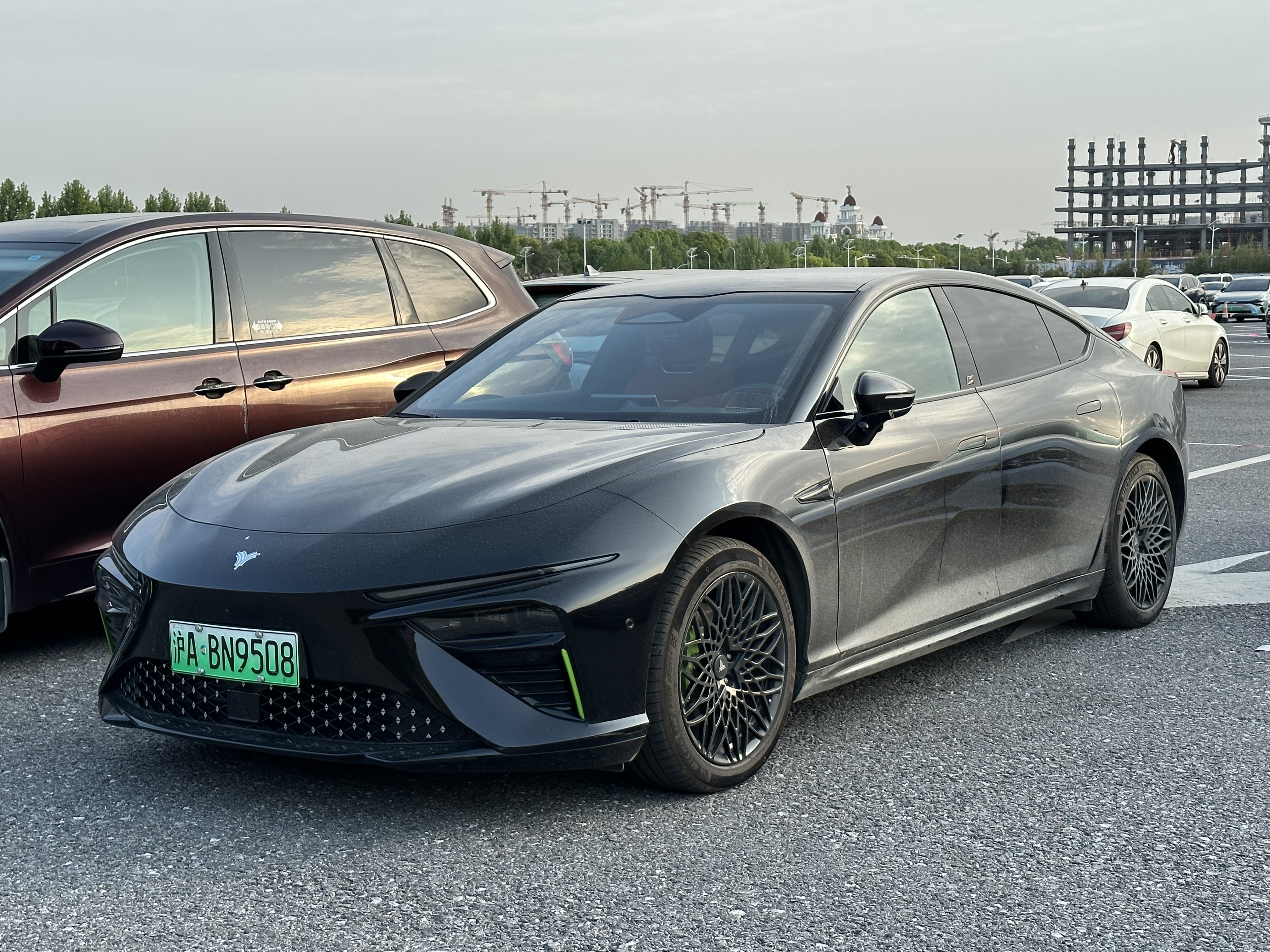
نيتا إس
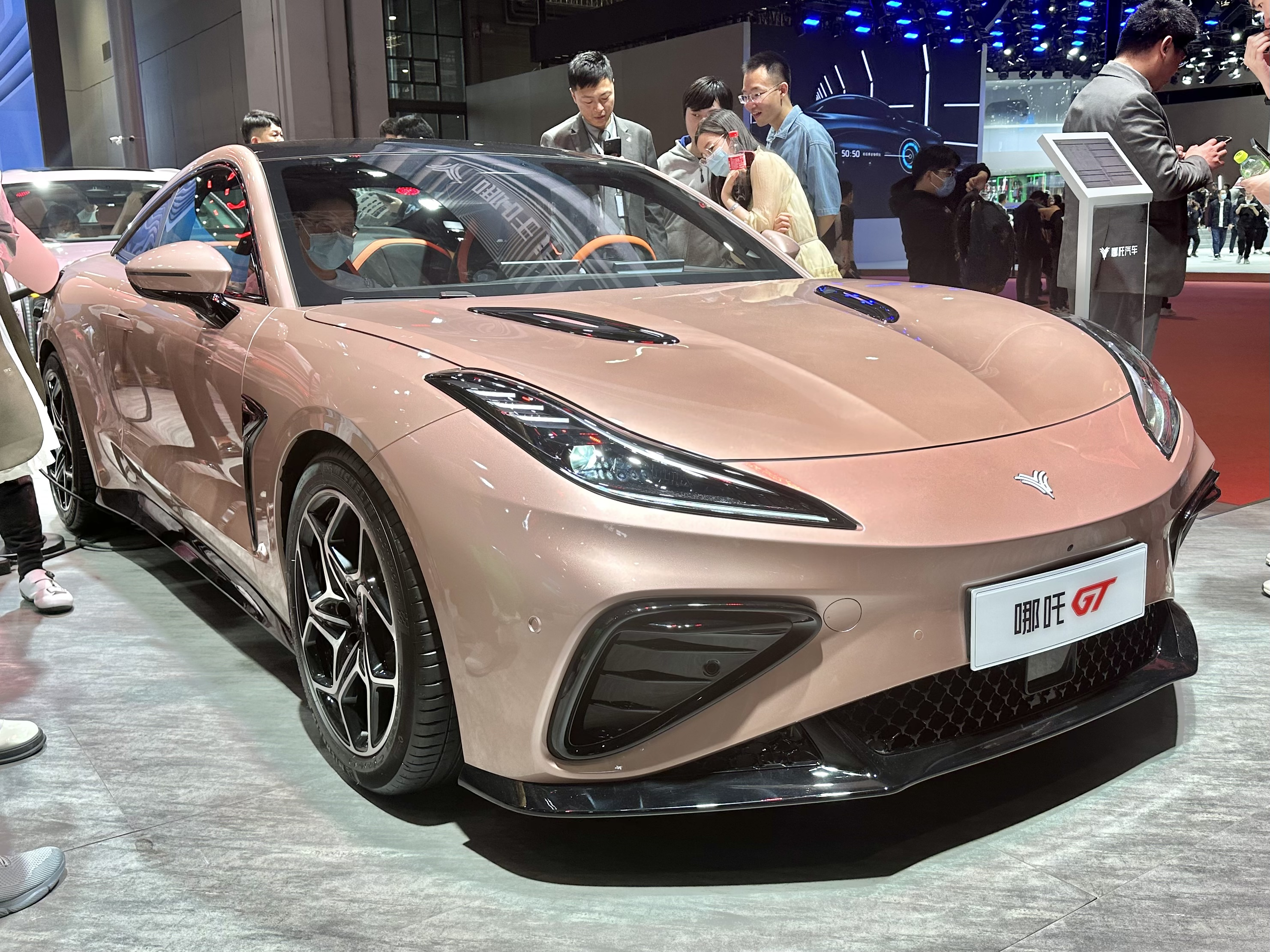
نيتا جي تي
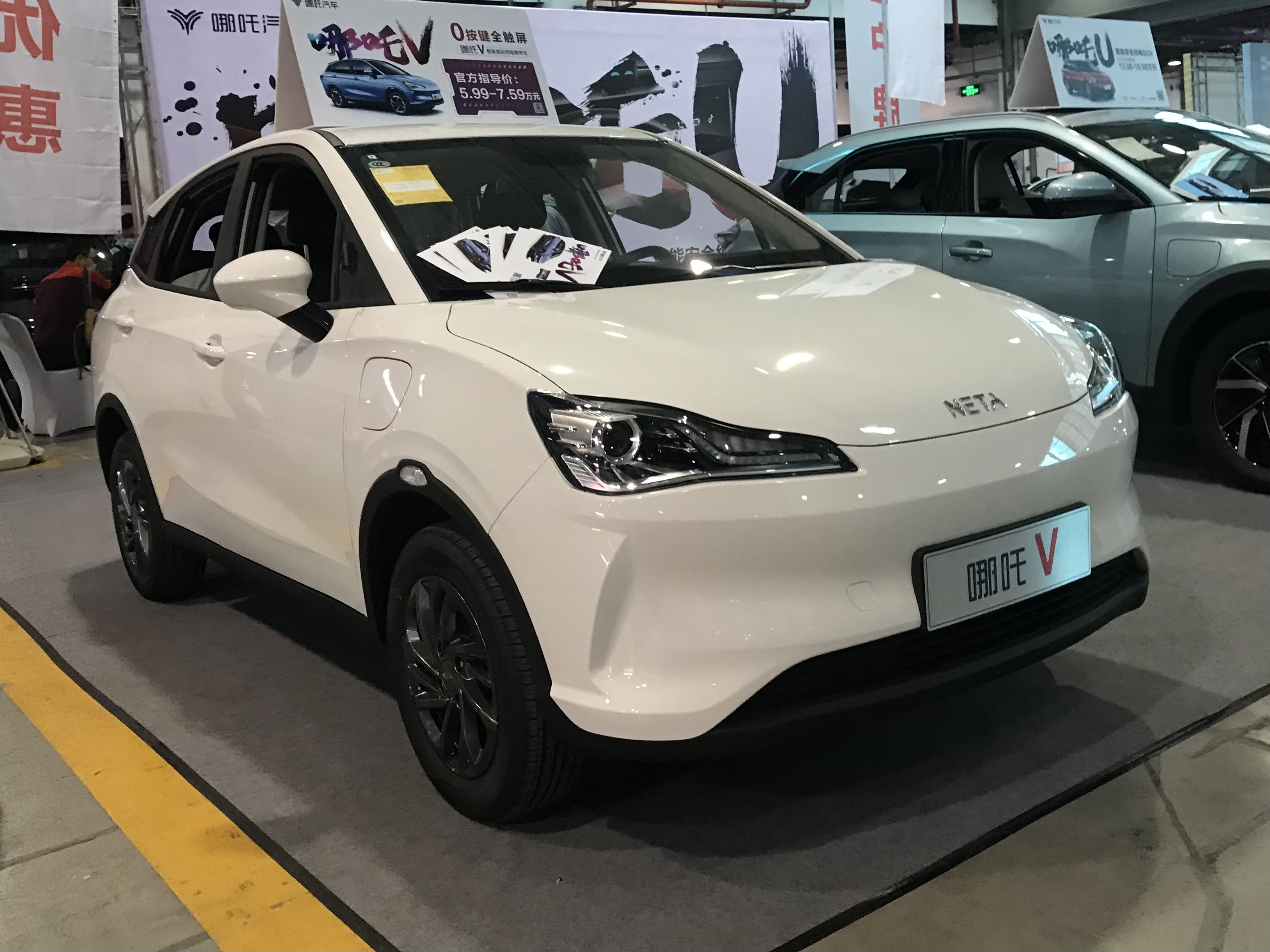
نيتا في

### النماذج المتوقفة
- نيتا إن 01 (2018–2020)، سيارة رياضية متعددة الاستخدامات صغيرة الحجم، بي إي في

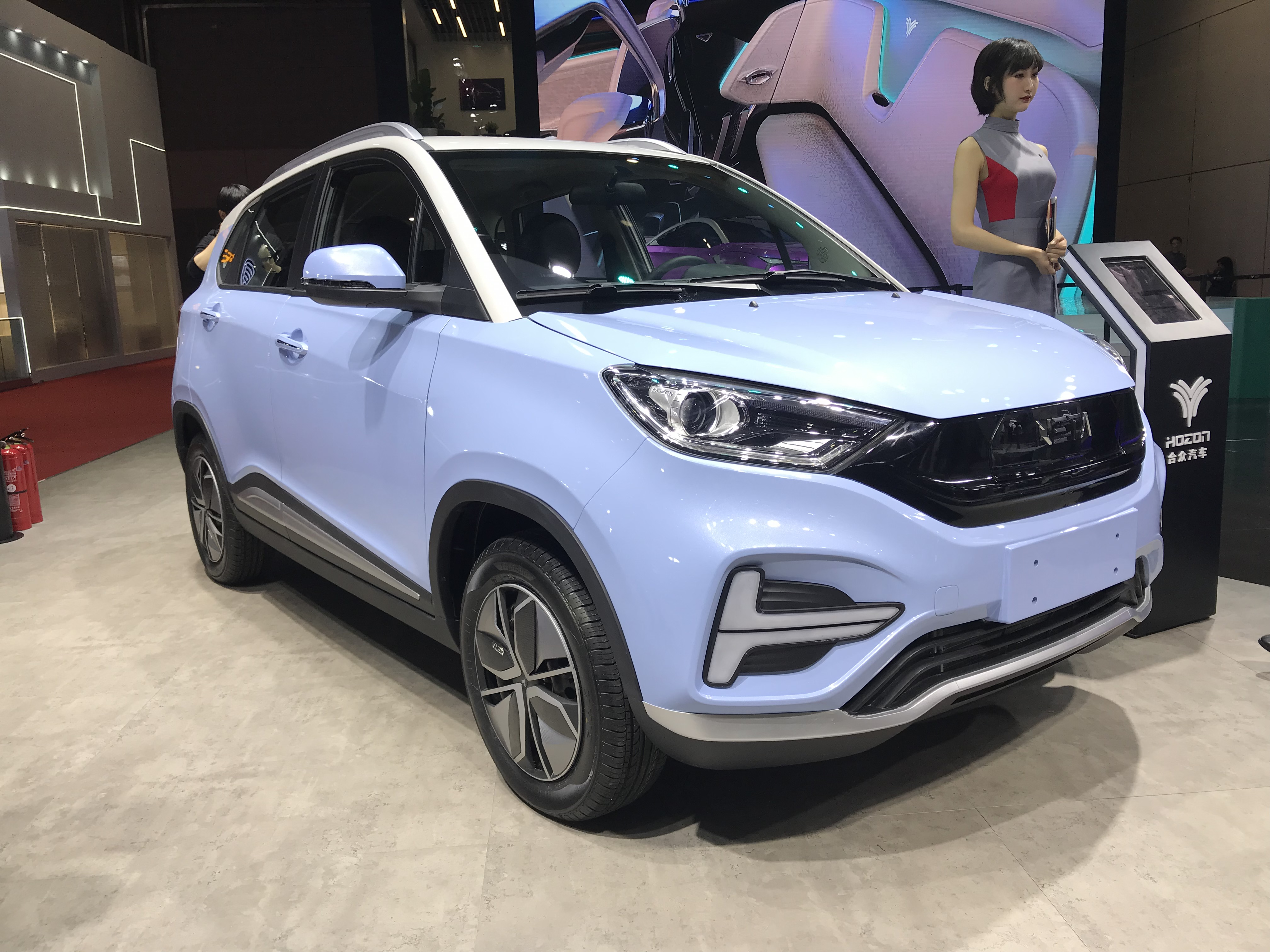
نيتا إن 01

### المفاهيم

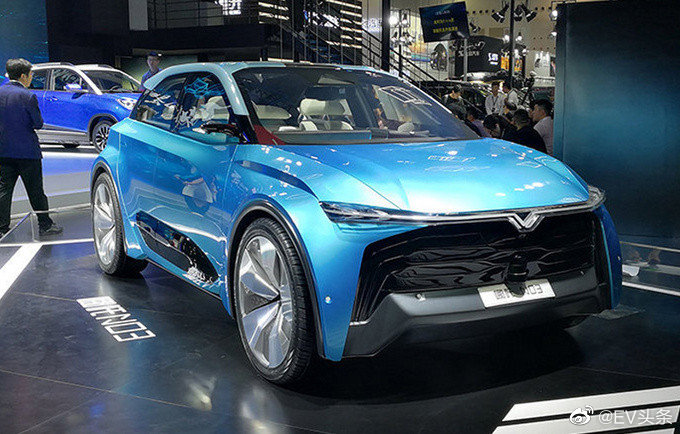
مفهوم نيتا يوريكا 01
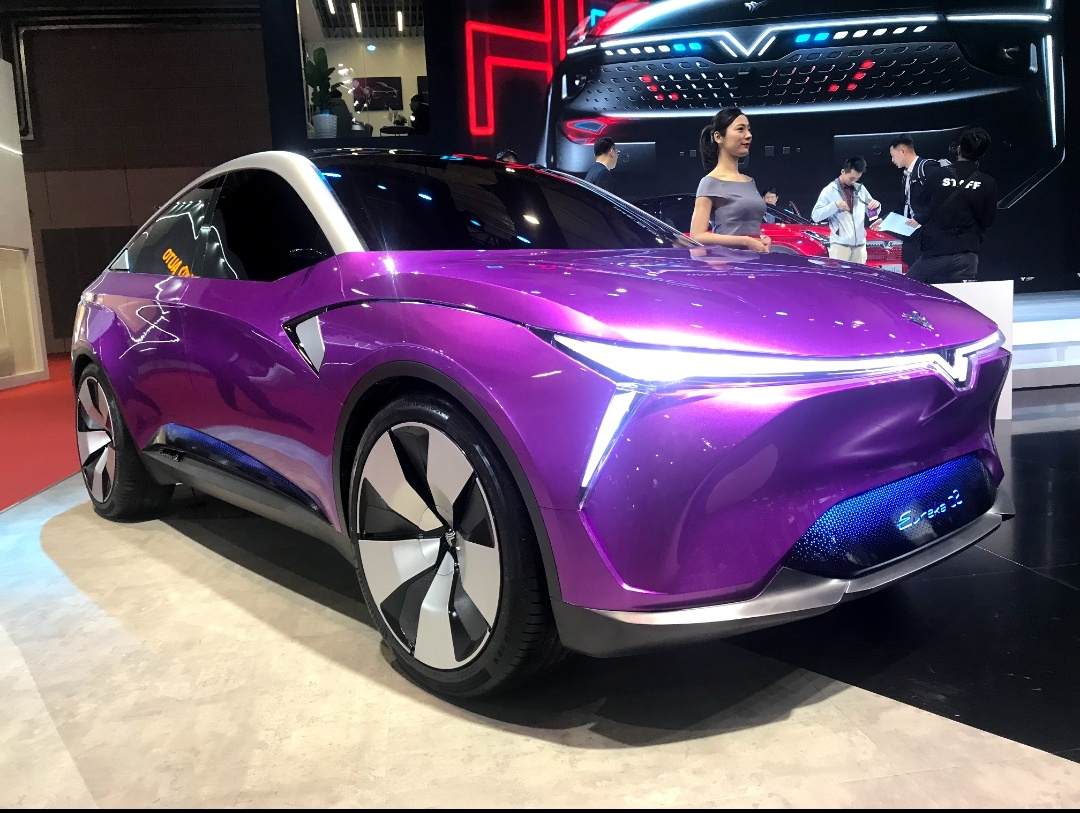
مفهوم نيتا يوريكا 02
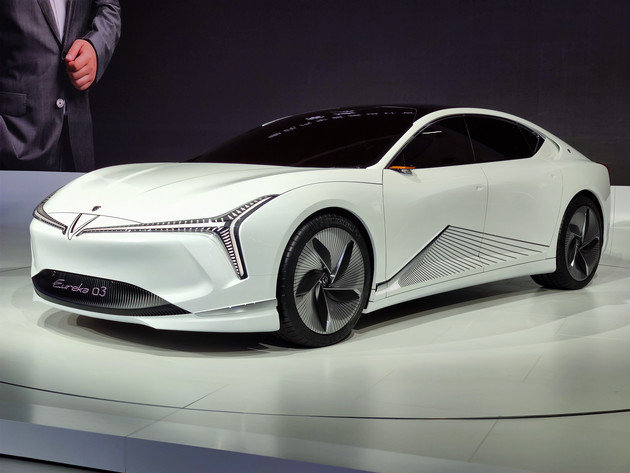
مفهوم نيتا يوريكا 03
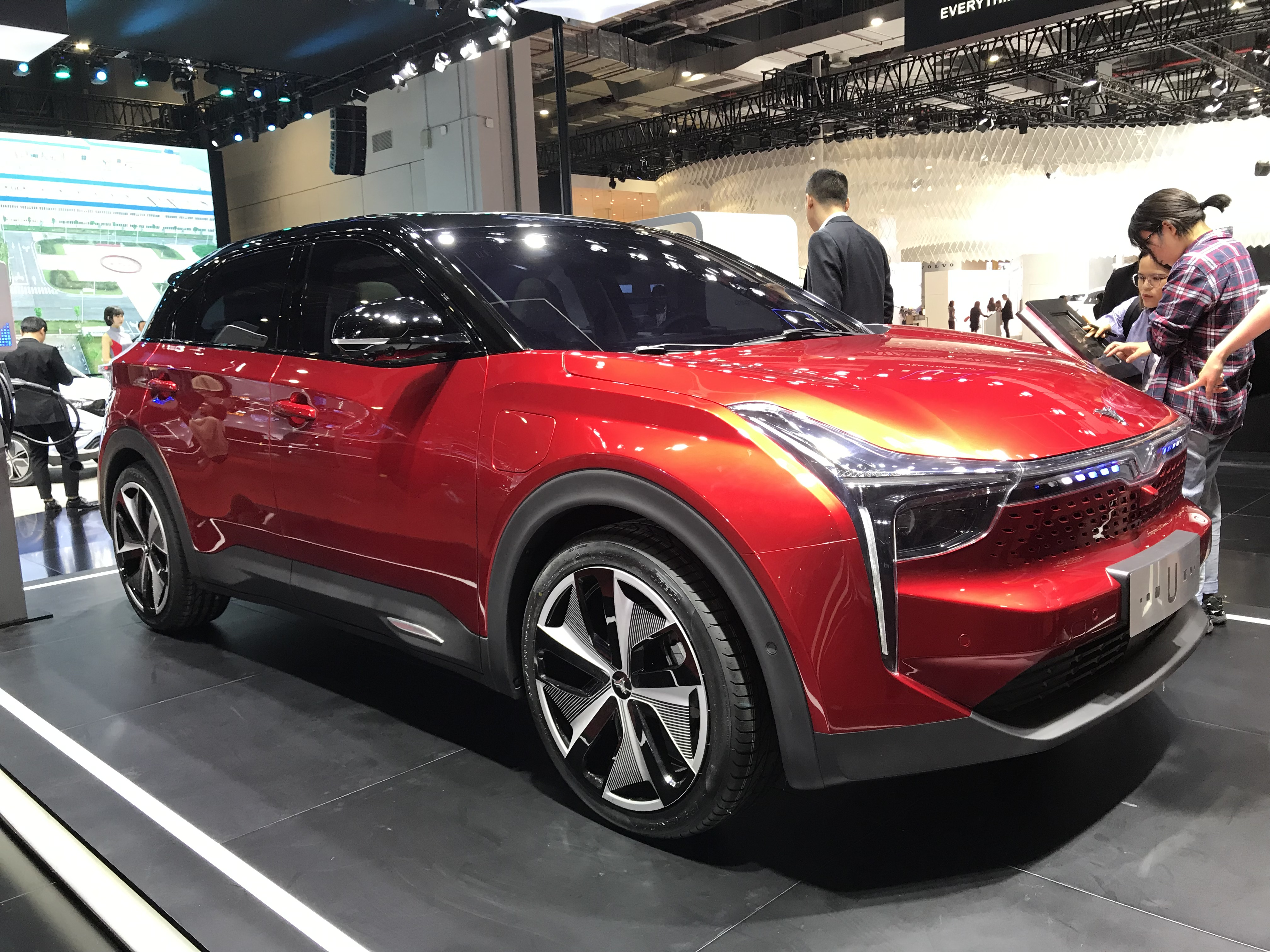
مفهوم نيتا يو

## المبيعات
| السنة | المبيعات |
| ----- | -------- |
| 2018  | 1,206    |
| 2019  | 11,212   |
| 2020  | 15,509   |
| 2021  | 69,674   |
| 2022  | 152,073  |
| 2023  | 127,496  |

## انظر أيضّاً
- قائمة شركات صناعة السيارات الصينية

## وصلات خارجية
الموقع الرسمي